# Gustave Emile Chauffourier
Gustave Emile Chauffourier (Parigi, 18 settembre 1845 – Roma, 25 settembre 1919) è stato un fotografo francese.

## Biografia
Nato da Joseph e da Costance Damion, risulta una divergenza sul secondo nome tra Émile ed Eugène (spesso italianizzato in Eugenio) a seconda delle fonti, pur a fronte di notizie comuni.
Non sono noti i motivi che lo spinsero ad andare in Italia. Lo troviamo a Palermo nel 1862 dove con il francese Perron fondò lo studio "Photographie parisienne", specializzandosi nel genere ritratto di cui fanno fede le copie conservate. Ciò farebbe pensare che già negli anni precedenti avesse praticato la fotografia o avesse appreso tali tecniche giovanissimo in Francia. Qualche anno dopo fondò lo studio "Stabilimento Fotografico Chauffourier & Girgenti" con un fotografo locale di cui si conoscono i ritratti di nobili locali ed i lavori della costruzione della ferrovia Palermo-Vallelunga. Nel 1869 sposò in prime nozze Maria Angelica Agnello con la quale, l’anno seguente, avrebbe avuto un figlio, Amedeo. Dai registri dell'Archivio di stato civile conservati presso la Biblioteca Centrale della Regione Siciliana di Palermo risulta che la sorella maggiore di Gustave, Amelia, lo raggiunse a Palermo e nel 1867 sposò un fotografo francese. Il matrimonio di Chauffourier ebbe vita breve se alla fine del 1870 si trasferì a Napoli probabilmente per fotografare le collezioni archeologiche della città grazie ad un permesso della Soprintendenza Generale.

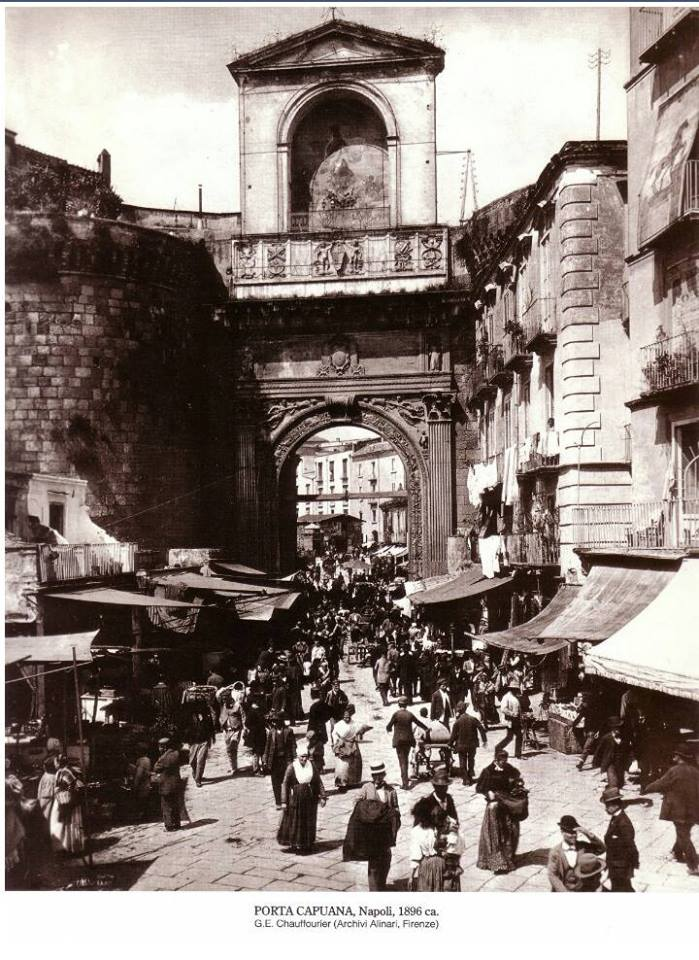
Porta Capuana, Napoli nel 1896 circa

Nel 1973 si trasferì a Roma, subentrando allo studio Carlo Baldassarre Simelli. Importante il suo lavoro di documentazione sugli ultimi anni sotto il dominio vaticano della città prima che diventasse capitale del Regno d'Italia con i Savoia.
Chauffourier si era poi risposato con Filomena Foschi di Narni, dalla quale avrà 4 figli: Ada (1880), Ginevra (1883), Pietro (1888) e Emilio (1894). Questi ultimi avrebbero poi proseguito l’attività del padre nei settori della fotografia ed anche dell’editoria. Peraltro sono state ritrovate alcune tracce del fotografo su alcune riviste sarde: nel 1882 su "Avvenire di Sardegna dove risulta attivo a Cagliari presso lo studio Fotografia Americana", studio che viene citato anche su "Vita Cagliariratana del 12 maggio 1901.
L'Ambasciata francese aveva rilasciato un passaporto a Chauffourier e alla moglie per poter viaggiare in Austria, Serbia, Bulgaria, Romania, Turchia e Russia: da quanto è dato capire sarebbe l’inizio di un viaggio in qualità di fotografo itinerante nei Balcani ma di questi materiali fotografici non è rimasta alcina traccia o sono andati persi o distrutti.
Da alcune immagini presso i rispettivi archivi sappiamo che ha fotografato alcuni costumi delle Contrade di Siena nel 1879. L'archivio Chauffourier in parte è stato acquisito dal Museo di Roma, circa 300 lastre, e la maggioranza dagli Alinari, circa 5000 negativi, anche se in parte sono andati distrutti a causa dell'Alluvione di Firenze del 4 novembre 1966.